# Psygnosis
Psygnosis – producent gier komputerowych z siedzibą w Liverpoolu w Wielkiej Brytanii.
Przedsiębiorstwo zostało założone przez Ian Hetheringtona i Davida Lawsona w 1984. Psygnosis po przejęciu w 1994 stało się spółką całkowicie zależną od Sony Computer Entertainment. Studio było jedną z najstarszych spółek zależnych Sony w Wielkiej Brytanii.

## Wybrane gry
- 3D Lemmings
- Armour-Geddon
- Benefactor
- Destruction Derby
- Discworld
- Formula 1
- Hired Guns
- Lemmings
- Lemmings 2: The Tribes
- Lomax
- Perihelion
- Shadow of the Beast
- Wipeout[5]